# Venus fra Vestø
Venus fra Vestø er en dansk film fra 1962, instrueret af Annelise Reenberg efter manuskript af Børge Müller.

## Medvirkende
- Malene Schwartz
- Henning Moritzen
- Ole Wegener
- Dirch Passer
- Jakob Nielsen
- Arthur Jensen
- Avi Sagild
- Gunnar Lemvigh